# Distretti congressuali del Nuovo Messico

Distretti congressuali del Nuovo Messico

Lo Stato del Nuovo Messico è diviso in 3 distretti congressuali, ognuno rappresentato da un rappresentante alla Camera dei rappresentanti degli Stati Uniti.
I distretti sono tutti attualmente rappresentati al 119º Congresso degli Stati Uniti d'America da democratici.

## Distretti e rispettivi rappresentanti
| Distretto | Rappresentante         | Partito     | CPVI | In carica dal  | Mappa del distretto |
| --------- | ---------------------- | ----------- | ---- | -------------- | ------------------- |
| 1°        | Melanie Stansbury      | Democratico | D+7  | 14 giugno 2021 |                     |
| 2°        | Gabe Vasquez           | Democratico | EVEN | 3 gennaio 2023 |                     |
| 3°        | Teresa Leger Fernandez | Democratico | D+3  | 3 gennaio 2021 |                     |

## Cronologia delle configurazioni
Le tabelle riportano le mappe dei confini dei distretti congressuali dello stato del Nuovo Messico, presentati in maniera cronologica. Vengono mostrati tutti i cicli di modifica periodica dei distretti dal 1968 ad oggi.
| Anno      | Cartina dello stato | Dettaglio di Albuquerque |
| --------- | ------------------- | ------------------------ |
| 1968–1983 |                     |                          |
| 1983–1993 |                     |                          |
| 1993–2003 |                     |                          |
| 2003–2013 |                     |                          |
| 2013–2023 |                     |                          |
| Dal 2023  |                     |                          |

## Distretti obsoleti
- Distretto congressuale at-large del Nuovo Messico
- Distretto congressuale at-large del Territorio del Nuovo Messico